# 27922 Mascheroni
27922 Mascheroni è un asteroide della fascia principale. Scoperto nel 1996, presenta un'orbita caratterizzata da un semiasse maggiore pari a 3,0515992 au e da un'eccentricità di 0,0618073, inclinata di 8,97649° rispetto all'eclittica.
L'asteroide è dedicato al matematico e letterato italiano Lorenzo Mascheroni.